# HD222838
HD222838 — хімічно пекулярна зоря спектрального класу A1, що має видиму зоряну величину в смузі V приблизно  7,8.
Вона  розташована на відстані близько 443,8 світлових років від Сонця.